# Lucasita-(Ce)
La lucasita-(Ce) és un mineral de la classe dels òxids. Va ser anomenada en honor de Hans Lucas, geòleg australià que va ser el primer en trobar el mineral mentre examinava concentrats de lamproïta.

## Característiques
La lucasita-(Ce) és un òxid de fórmula química CeTi₂O₅(OH). Cristal·litza en el sistema monoclínic en forma de grans subèdrics discrets, poques vegades mostrant {001} i {101}, molt estriades paral·lelament a [010], de fins a 1 mm; també apareix com a agregats cristal·lins. La seva duresa a l'escala de Mohs és 6.
Segons la classificació de Nickel-Strunz, la lucasita-(Ce) pertany a «04.DH: Òxids amb proporció Metall:Oxigen = 1:2 i similars, amb cations grans (+- mida mitjana); plans que comparteixen costats d'octàedres» juntament amb els següents minerals: brannerita, ortobrannerita, torutita, kassita, bariomicrolita, bariopiroclor, betafita, bismutomicrolita, calciobetafita, ceriopiroclor, cesstibtantita, jixianita, hidropiroclor, natrobistantita, plumbopiroclor, plumbomicrolita, plumbobetafita, estibiomicrolita, estronciopiroclor, estanomicrolita, estibiobetafita, uranpiroclor, itrobetafita, itropiroclor, fluornatromicrolita, bismutopiroclor, hidrokenoelsmoreïta, bismutostibiconita, oxiplumboromeïta, monimolita, cuproromeïta, stetefeldtita, estibiconita, rosiaïta, zirconolita, liandratita, petscheckita, ingersonita i pittongita.

## Formació i jaciments
La lucasita-(Ce) va ser descoberta a la lamproïta Walgidee Hills (Derby-West Kimberley Shire, Austràlia Occidental, Austràlia) En concentracions de tova no arenosa en un diatrema de lamproita d'olivina. També ha estat descrita a un altre indret d'Austràlia Occidental, dos indrets de Rússia i un de Sud-àfrica.